# Arteurotia tractipennis
Arteurotia tractipennis är en fjärilsart som beskrevs av Butler och Druce 1872. Arteurotia tractipennis ingår i släktet Arteurotia och familjen tjockhuvuden. Inga underarter finns listade i Catalogue of Life.